# Bil'in
Bil'in (en árabe: بلعين‎) es una localidad del Estado de Palestina, situado en la Gobernación de Ramala y Al Bireh, en la parte central de Cisjordania. Está situado a 12 km al oeste de Ramala y a 4 km al este de la Línea Verde que desde 1948 separa Israel de Cisjordania. Según el censo de la Oficina Central de Estadísticas de Palestina (PCBS), en 2007 contaba con 1.700 habitantes, en su mayoría musulmanes. Su principal fuente de ingresos es la agricultura.

## Resistencia contra el muro de separación israelí
Bil'in es conocido internacionalmente por la protestas que organizan sus habitantes cada viernes desde principios de 2005 contra la construcción por Israel de la valla que separa el pueblo de la cercana colonia jaredí de Modi'in Illit y que les quita parte de sus tierras cultivables. Recurrieron el trazado ante la justicia israelí, y el 7 de septiembre de 2007 la Corte Suprema israelí ordenó al gobierno que modificase la ruta de construcción del Muro en Bil´in ya que era “altamente perjudicial” para sus habitantes. Al día siguiente, otra sentencia de la Corte Suprema dictaminó que no se demolerían las decenas de edificios del barrio judío de Matityahu-East, que fueron construidos de manera ilegal y en parte sobre terrenos de propiedad privada palestina.
En 2010, las IDF empezaron a cambiar el trazado de 1.700 m de la valla, lo que permitió a los campesinos de Bil'in recuperar unos 650 dunams (65 hectáreas) de tierra. Unos 1.300 dunams (130 hectáreas) de campos de cultivos de propiedad privada permanecen todavía en el «lado israelí» de la barrera, por lo que los habitantes de Bil'in siguen movilizados y manifestándose cada viernes. Su resistencia no violenta y altamente mediatizada con la ayuda de activistas pacifistas israelíes se ha extendido a otros pueblos palestinos perjudicados por la construcción del Muro.